# Теплінський Юрій Володимирович
Ю́рій Володи́мирович Теплі́нський (нар. 24 березня 1950, Кам'янець-Подільський) — український математик. Доктор фізико-математичних наук (1992), професор (1996), заслужений працівник освіти України (1998), лауреат Державної премії України в галузі науки та техніки за 1996 рік.

## Біографічні дані
1966 року закінчив середню школу № 8 із золотою медаллю, 1970 року — фізико-математичний факультет Кам'янець-Подільського педагогічного інституту.
1972 року вступив в аспірантуру Інституту математики АН УРСР.
Працює від 1976 року в Кам'янець-Подільському педагогічному інституті (нині Кам'янець-Подільський національний університет). Завідувач кафедри геометрії та методики викладання математики.

## Нагороди

Облікова картка лауреата Державної премії України

Державна премія України в галузі науки й техніки (указ Президента України від 11 грудня 1996) за цикл праць «Нові математичні методи в нелінійному аналізі» — разом з Юрієм Митропольським, Анатолієм Самойленком та іншими.
Бронзова медаль імені М. В. Остроградського за успіхи в розвитку математичних наук (2002).
Премія НАН України імені М. М. Крилова (2010)

## Праці
- Навчально-методичний посібник «Елементи теорії кривих»